# Vuelo 6437 de Taban Air
El Vuelo 6437 de Taban Air fue un vuelo que se estrelló en  Mashhad, Irán el 24 de enero de 2010. Todos los 170 pudieron escapar de la nave siniestrada sin que se perdieran vidas. La mayoría de los pasajeros eran peregrinos que regresaban de visitar los lugares santos en Irak.

## Aeronave
El avión era un Tupolev Tu-154M de fabricación rusa y estaba registrado con el código RA-85787. El avión voló por primera vez en 1993.

## Accidente
El vuelo 6437 era operado por Kolavia para Taban Air. El vuelo había despegado del Aeropuerto Abadan y había sido desviado a Isfahán debido a la pobre visibilidad y problemas técnicos. El vuelo estaba esperando en el Aeropuerto Internacional de Mashhad debido al severo clima y también a la vez un pasajero se enfermó. La tripulación tuvo que declarar una emergencia médica, por lo que decidieron aterrizar en Mashhad en un acercamiento ILS para la pista 31R a pesar de la poco visibilidad. Durante el aterrizaje la cola cayó contra el suelo causando que la aeronave se desviara de la pista, el tren de aterrizaje se derrumbó, y el ala derecha golpeó el suelo, provocando un incendio. Sin embargo todos los pasajeros y la tripulación sobrevivieron al accidente y sólo 47 sufrieron heridas. Durante el accidente, METAR emitió el código OIMM 240350Z 00000KT 0200 FG VV002 02/02 Q1021 A3017.

## Investigación
La Autoridad de Aviación Irani Civil abrió una investigación sobre el incidente. La certificación del Operador Aéreo de Taban Air fue suspendida.